# 維多利亞·杜瓦爾
維多利亞·杜瓦爾（英語：Victoria Duval，1995年11月30日—）是美國职业网球女运动员，2010年轉職業。她的WTA生涯最高單打排名為第116（2016年9月19日）。